# Mucc
Mucc este o trupă japoneză de Visual kei formată în anul 1997. 

## Membri
- Tatsurou - Voce
- Miya - Chitară
- Yukke - Chitară bas
- Satochi - Tobe